# 51 Aquilae
51 Aquilae, som är stjärnans Flamsteed-beteckning, är en ensam stjärna belägen i den södra delen av stjärnbilden Örnen. Den har en skenbar magnitud på ca 5,39 och är svagt synlig för blotta ögat där ljusföroreningar ej förekommer. Baserat på parallaxmätning inom Hipparcosuppdraget på ca 35,9 mas, beräknas den befinna sig på ett avstånd på ca 91 ljusår (ca 28 parsek) från solen. Den rör sig bort från solen med en heliocentrisk radialhastighet av ca 6 km/s.

## Egenskaper
51 Aquilae är en gul  till vit stjärna i huvudserien av spektralklass F5 V Fe-1 CH-0.7, där ’Fe-1’ och ’CH-0.7’ anger underskott av järn respektive kolväten. Den har en radie som är ca 1,6 solradier och utsänder ca 4,6 gånger mera energi än solen från dess fotosfär vid en effektiv temperatur av ca 6 800 K.